# 綦儁
綦 儁（き しゅん、生没年不詳）は、中国の北魏の政治家。字は檦顕。本貫は河南郡洛陽県。

## 経歴
その祖先は代郡の人で、祖父の綦辰は并州刺史を務めた。綦儁は孝荘帝のときに滄州刺史に累進した。間もなく太僕卿となった。
532年、爾朱世隆らが殺害されると、高歓は洛陽におもむき、邙山にとどまった。高歓は文武百官から士庶までを召し出して「爾朱氏は暴虐で、天を玩弄するのも常であったので、わたしは信都で起兵して、罪人を斬ったものである。いま賢君を推戴して北魏の時代をさかんにするには、誰を社稷の主とすればよいだろうか」と訊ねた。綦儁は「広陵王元恭は爾朱氏が立てた皇帝ですが、いまは聖主です」と進言したので、高歓は喜んだ。黄門侍郎の崔㥄が綦儁の意見に反対し、高乾や魏蘭根らが崔㥄の言に賛成したので、孝武帝が立てられた。孝武帝が高歓に逆らうようになると、高歓は綦儁の言葉を思い出して、決断を悔やんだ。
間もなく綦儁は御史中尉に任じられた。あるとき道で僕射の賈顕度と出会ったが、賈顕度は勲功をたのんで綦儁の馬列を排除したので、綦儁は激怒してこのことを奏上した。間もなく散騎常侍・驃騎大将軍・左光禄大夫・儀同三司の位を加えられた。綦儁はおべんちゃらが得意で斛斯椿や賀抜勝らと仲が良かった。
後に吏部尚書を兼ね、再び滄州刺史となった。洛陽に召還されると、中尉を兼ね、章武県伯に封ぜられた。間もなく殷州刺史に任じられ、殷州で死去した。司空公の位を追贈された。諡は文貞といった。
子の綦洪寔は、字を巨正といい、尚書左右郎・魏郡邑中正を務めた。

## 伝記資料
- 『魏書』巻81 列伝第69
- 『北史』巻50 列伝第38